# Scotopteryx unipunctaria
Scotopteryx unipunctaria är en fjärilsart som beskrevs av Eugen Wehrli 1919. Scotopteryx unipunctaria ingår i släktet backmätare, och familjen mätare. Inga underarter finns listade.